# Мин Хиджин
Мин Хиджи́н (кор. 민희진; род. 16 декабря 1979) — южнокорейская арт-директор и графический дизайнер. Бывший генеральный директор лейбла звукозаписи ADOR, дочерней компании Hybe Corporation. Ранее — креативный директор и член совета директоров в SM Entertainment, бывший директор по маркетингу в Hybe Corporation.

## Карьера
Училась в Сеульском женском университете.
В 2002 году стала сотрудницей развлекательного агентства SM Entertainment, в котором начинала в качестве графического дизайнера. Впоследствии получила должность креативного директора и возглавила визуальный брендинг таких групп, как Girls’ Generation, Shinee, f(x), Exo и Red Velvet. В 2016 году стала лауреатом Mnet Asian Music Awards в номинации «Лучший арт-директор» за «улучшение имиджа артиста и вклад в развитие визуальной стороны музыки». В 2017 году вошла в совет директоров SM. В конце 2018 года покинула компанию из-за профессионального выгорания. Мин приписывают изменение визуального направления индустрии K-pop, сделав его более концептуальным.
В 2019 году присоединилась к Big Hit Entertainment (позже — Hybe Corporation) в качестве директора по маркетингу и курировала ребрендинг компании. В ноябре 2021 года была назначена генеральным директором новой дочерней компании Hybe — ADOR (All Doors One Room). Лейбл представил свою первую женскую группу NewJeans в июле 2022 года. Мин возглавила творческое направление и развитие группы. 1 августа группа выпустила свой дебютный мини-альбом. В 2023 году Мин получила награду Seoul City Culture Award от администрации города Сеула за работу с NewJeans. В январе 2024 года удостоена награды «Лучший продюсер» в рамках Golden Disc Awards.
В апреле 2024 года Hybe Corporation объявила о планах провести аудит Ador (80% принадлежало Hybe, 18% - Мин), обвинило Мин в незаконной попытке взять под контроль эту компанию и попросило ее уйти в отставку. Конфликт в конечном счёте перешёл в судебную плоскость. В ноябре 2024 объявила о своём выходе из состава директоров ADOR и намерении расторгнуть акционерное соглашение с HYBE.

## Награды
| Церемония награждения   | Год  | Категория                        | Номинант   | Результат | Примечание |
| ----------------------- | ---- | -------------------------------- | ---------- | --------- | ---------- |
| Mnet Asian Music Awards | 2016 | Лучший визуальный и арт-директор | Мин Хиджин | Победа    | [ 13 ]     |
| Mnet Asian Music Awards | 2022 | Прорыв года в продюсировании     | Мин Хиджин | Победа    | [ 14 ]     |
| Korea Content Awards    | 2023 | Президентская благодарность      | Мин Хиджин | Победа    | [ 15 ]     |
| Golden Disc Awards      | 2024 | Лучший продюсер                  | Мин Хиджин | Победа    | [ 16 ]     |